# Gilbert & George

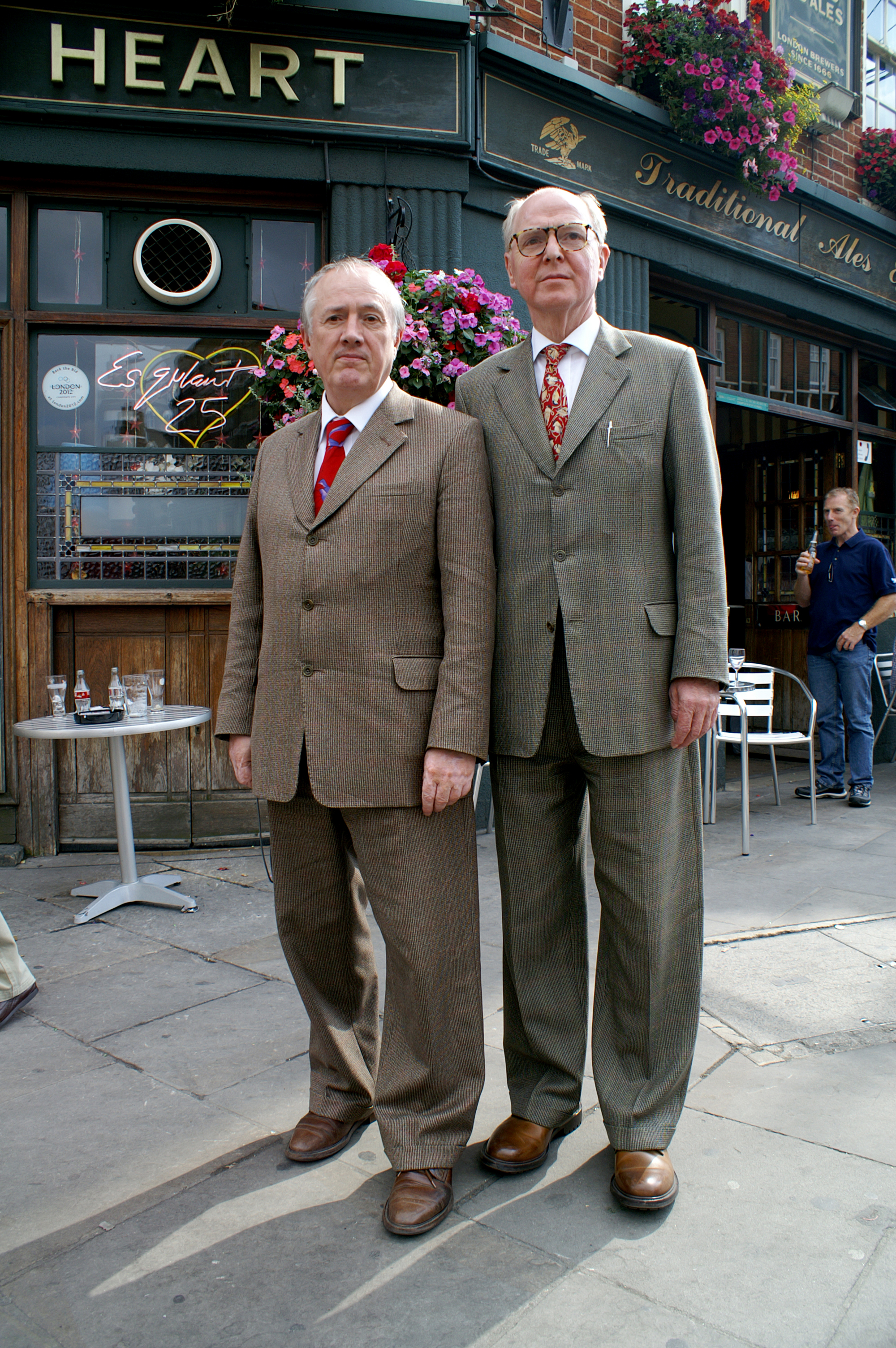
Gilbert & George, 2007

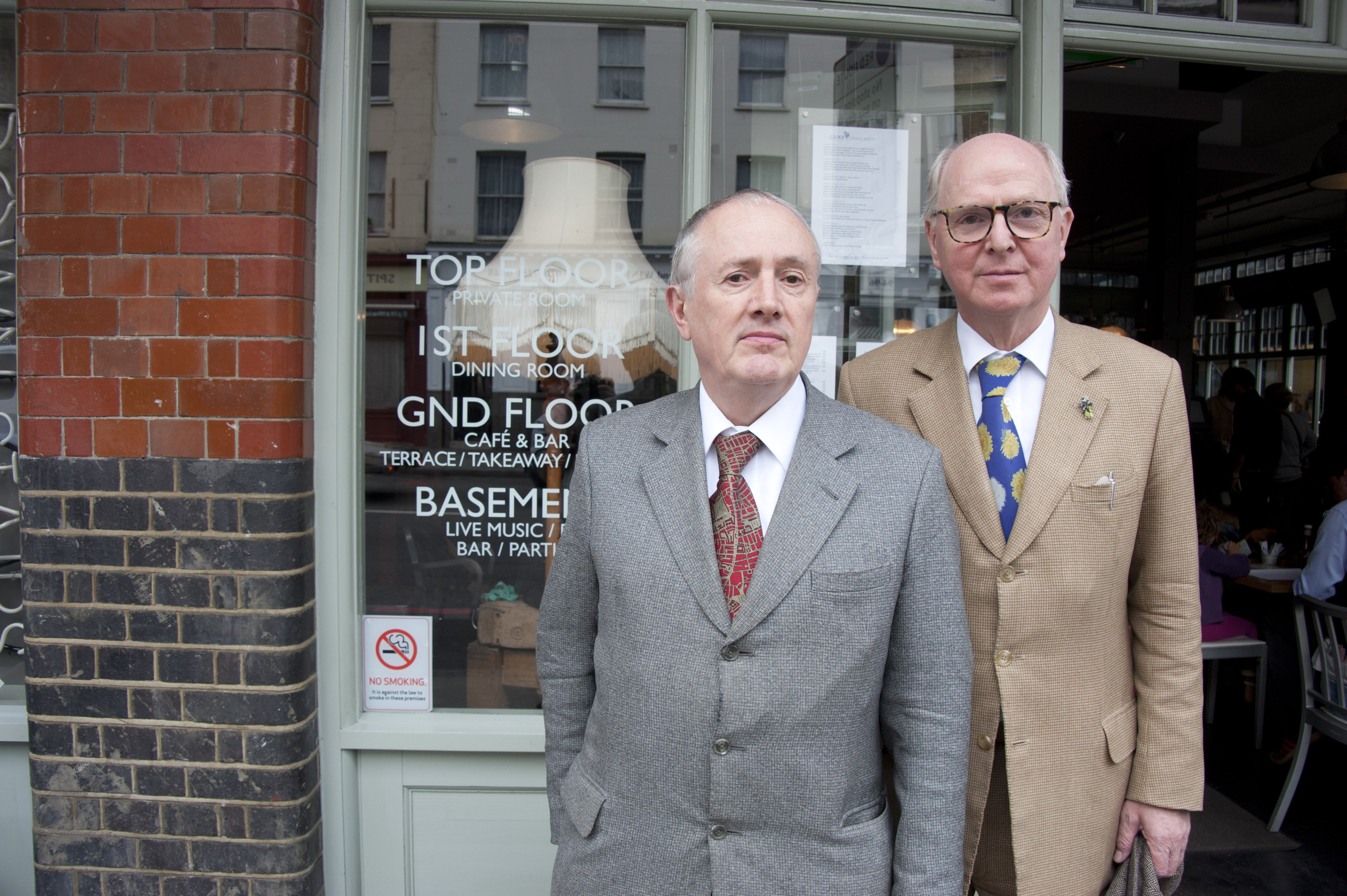
Gilbert & George, 2010

Gilbert & George (Gilbert Prousch, * 17. September 1943 in St. Martin in Thurn, Italien und George Passmore, * 8. Januar 1942 in Plymouth, Großbritannien) sind ein im Londoner Eastend ansässiges Künstlerpaar. Gilbert & George arbeiten fast ausschließlich als Paar. Ihre Arbeiten hatten wesentlichen Einfluss auf die Young British Artists.

## Überblick
Gilbert & George inszenieren vor allem sich, ihr Leben, ihre Gedanken und Gefühle in großformatigen Werken. Sie verwenden dabei viele künstlerische Techniken, zu weiten Teilen in Mischform. Ihr Anliegen ist eine niedrigschwellige, einfach verständliche „Kunst für alle“.
Gilbert & George wurden mit großformatigen Fotoarbeiten ab den späten 1970er Jahren einem breiteren Publikum bekannt. Ihre Werke kreisen bevorzugt in spielerisch-naiver wie provokant-kitschiger Weise um Themen wie Pietismus, Religion, Sexualität und Diskriminierung. Beispielsweise zeigt das Tableau Black Church Face von 1980 das regungslose, aber vorwurfsvoll wirkende Gesicht eines schwarzen Jungen vor dem Altar einer englischen neogotischen Kirche.
In ihrer teilweise grellen, poppig-sakralen Bildsprache erinnern die imposanten Fotoarbeiten der beiden oft an viktorianische Glasmalereien und beeindrucken durch ihre Größe, wie beispielsweise Death after Life von 1984 mit einer Breite von 13,7 Metern.
Aufmerksamkeit in den Medien erregte häufig die Darstellung von Geschlechtsorganen und Fäkalien in ihren Werken. In ihren letzten Ausstellungen 2007 wandten sich Gilbert & George insbesondere gegen den Katholizismus.

## Leben
Gilbert wurde in St. Martin in Thurn, Italien, geboren und studierte in Wolkenstein und an der Bildhauerschule Hallein sowie der Kunstakademie in München Kunst, bevor er nach England zog. George wurde in Plymouth, Großbritannien geboren und studierte am Dartington Adult Education Centre, am Dartington College of Arts und der Oxford School of Art, heute Oxford Brookes University.
Die beiden trafen einander erstmals am 25. September 1967, als sie Anthony Caros Skulpturenklasse der St. Martins School of Art, heute Central Saint Martins College of Art and Design belegten. Beide sagen, sie seien zusammengekommen, da George die einzige Person gewesen sei, die Gilberts schlechtes Englisch verstanden habe. In einem Interview des Daily Telegraph von 2002 sagten sie über ihr Zusammentreffen: „Es war Liebe auf den ersten Blick.“ Gilbert & George sind seit 2008 verheiratet.

## Performancekünstler
International bekannt wurden Gilbert & George als Performancekünstler. Als Studenten bildeten sie 1969 „The Singing Sculpture“. Dabei standen sie, mit bunten Metallicfarben bemalt, meist auf einem Tisch, posierten in mechanischen Bewegungen und sangen zu einer Aufnahme von „Underneath the Arches“ (1932), eines Liedes des britischen Gesangs- und Comedypaares Flanagan and Allen, welches während des Zweiten Weltkrieges populär war. Während der Performance tauschten sie abwechselnd einen Handschuh und einen Gehstock aus, wobei der Künstler mit dem Handschuh die Kassette mit dem Titel zurückspulen musste. So präsentierten sie sich stundenlang den Museumsbesuchern.
Indem sich das Künstlerpaar selbst zur Skulptur erklärte, leisteten Gilbert & George einen wichtigen Beitrag zur Erweiterung des Skulpturbegriffs.
In einer Publikation von 2023 über die Künstler wird mit Hinweis auf den Schriftsteller Dieter Wellershoff die Selbsterklärung der Künstler zur Skulptur erneut thematisiert. Als langjähriger Beobachter aktueller Kunst hatte Wellershoff die Lebende Skulptur als eine am eigenen Leib erfahrene Verdinglichung und Mechanisierung des Menschen gewertet. Allgemein wurden und werden noch heute beide Phänomene der Rationalisierung des Lebens sowie dem Aufkommen des Kapitalismus (Karl Marx) im Westen als Zeichen von Entmenschlichung zugeschrieben. Erst später wurde in der Erfahrung menschlicher Verdinglichung eine allgemein weit verbreitete, vor allem dem klassischen Heroen zugeschriebene Existenzerfahrung erkannt. Mit diesem neuen Befund konnte die Kunst von Gilbert & George als modernes Heldencurriculum entschlüsselt werden: mit dem Ergebnis, dass ihre scheinbar allzu simple „Kunst für alle“ ein bis dato unbekanntes Menschenbild zutage fördert.
Die Selbstdarstellung wurde in zahlreichen Videos der Künstler wiedergegeben. So zum Beispiel in dem Werk „Gordon’s makes us drunk“ (1972). In diesem zwölfminütigen Kunstvideo zelebrieren Gilbert und George zu klassischer Musik den Genuss von Gintonic.
Sie lehnen es ab, ihre Aktionskunst von ihrem alltäglichen Leben zu trennen und bezeichnen sich daher als „Living Sculptures“. Sie sehen in ihrem Benehmen, ihrer Kleidung, Bewegung und Sprache die präsentierte Vereinigung ihrer Kunst und ihnen selbst als Künstler.

## Fotomontagen
Gilbert & George sind durch die großformatigen Fotomontagen bekannt geworden, etwa die Cosmological Pictures (1993), die in extrem hellen Farben erstellt sind, von hinten beleuchtet werden und mit schwarzen Rasterfeldern belegt sind, um den Eindruck von Glasmalereien zu erwecken.
Gilbert & George selbst sind häufig in den Werken zusammen mit Blumen, ihren Freunden, Anspielungen auf christliche Symbolik und Jugendlichen dargestellt. Die frühen Arbeiten waren in schwarz-weiß gehalten, dann kamen rote und gelbe Noten hinzu. Später sind die einfachen einer größeren Bandbreite gesättigterer Farben gewichen. Sonofagod (2005) kehrte zu einer dunkleren, düstereren Palette zurück.
Einige Serien ihrer Bilder haben die mediale Aufmerksamkeit auf sich gezogen, da sie gesellschaftlich tabuierte Darstellungen verwendet haben, etwa Nacktheit, Geschlechtsverkehr und Körperflüssigkeiten wie Kot, Urin und Sperma. Der Titel der Serie Naked Shit Pictures (1995) (dt. nackte Scheiße-Bilder) wurde breit rezipiert. 1986 wurden Gilbert & George von linken Kommentatoren kritisiert, da eine Serie von Werken wie die Verherrlichung 'rauer Kerle', etwa Skinheads wirkte, während das Bild eines Asiaten den despektierlichen Titel Paki trug, der allgemein zur Schmähung pakistanischer Migranten verwendet wird.
Im Mai 2007 lief in der BBC in der Reihe Imagine ein Dokumentarfilm über Gilbert & George. Am Ende der Sendung wurde ein Werk namens Planed zum freien Download für 48 Stunden auf den Websites von BBC und Guardian angekündigt. Wer das Werk herunterlud, ausdruckte und die Teile zusammenfügte, besaß danach einen echten „Gilbert & George“.
Die Künstler werden in London von der White Cube Gallery sowie von Sprüth Magers (auch in Berlin) vertreten, in New York durch die Lehmann Maupin Gallery, in Singapur von ARNDT.
Seit April 2023 sind aktuelle Werke der Künstler auch in der neu eröffneten Stiftung der Künstler, dem Gilbert & George Centre zu sehen; es befindet sich unweit ihres langjährigen, in der Fournier Street gelegenen Wohnsitzes im Londoner Eastend und wurde in den Räumen und auf dem Gelände einer ehemaligen Brauerei eingerichtet.

## Öffentliche Sammlungen (Auswahl)
- Museum of Contemporary Art Sydney
- S.M.A.K. – Stedelijk Museum voor Actuele Kunst, Gent
- Museum Ludwig, Köln
- Stedelijk Museum, Amsterdam
- Guggenheim-Museum Bilbao
- Migros Museum für Gegenwartskunst, Zürich
- National Portrait Gallery, London
- Tate Britain, London
- Museum of Contemporary Art (Chicago)
- Solomon R. Guggenheim Museum, New York City

## Ausstellungen (Auswahl)
- 1968: Robert Fraser Gallery, London
- 1970: Konrad Fischer Galerie, Düsseldorf
- 1971: Whitechapel Art Gallery, London; Stedelijk Museum, Amsterdam; Kunsthalle Düsseldorf / Kunstverein für die Rheinlande und Westfalen, Düsseldorf
- 1972, 1977, 1982 documenta 5, documenta 6, documenta 7, Kassel
- 1978: Biennale von Venedig
- 1981: Biennale von São Paulo; Kunsthalle Düsseldorf
- 1982: „Zeitgeist“
- 1984: Solomon R. Guggenheim Museum, New York
- 1987: Städtische Galerie im Lenbachhaus, München
- 1992: Kunstmuseum Aarhus
- 1993: National Art Gallery, Peking
- 1996: Stedelijk Museum, Amsterdam
- 1997: Musée d’art moderne de la Ville de Paris; Stockholm Konsthall
- 1998: Galerie Ropac, Paris; David Zwirner, New York
- 1999: Chac Mool Gallery, Los Angeles
- 2000: Museum für Moderne Kunst, Frankfurt am Main; Gagosian Gallery, Los Angeles; Parkhaus, Düsseldorf
- 2001: White Cube 2, London
- 2002: Kunsthaus Zürich; Kunsthaus Bregenz; Portikus, Frankfurt am Main
- 2005: Biennale Venedig
- 2005: kestnergesellschaft, Hannover
- 2006: Bonnefantenmuseum, Maastricht
- 2007: Tate Modern, London, The Major Exhibition, 15. Februar – 7. Mai 2007
- 2007: Haus der Kunst, München, Die große Ausstellung, 11. Juni – 9. September 2007
- 2007: Museo d´ Arte Contemporanea Castello di Rivoli im Castello di Rivoli, Turin, Große Ausstellung, 17. Oktober 2007 bis 13. Januar 2008
- 2008: Brooklyn Museum, Brooklyn, NY, 3. Oktober 2008 bis 11. Januar 2009
- 2011: Deichtorhallen, Hamburg, Jack Freak Pictures, 24. Februar – 22. Mai 2011
- 2011: Lentos, Linz, Jack Freak Pictures, 17. Juni – 9. Oktober 2011
- 2013: MKM Museum Küppersmühle für Moderne Kunst, Duisburg, London Pictures, 20. März – 30. Juni 2013
- 2019 European Art Association in the Museum „Kunstraum Potsdam“, POSTCARD RELOADED, 18. Oktober – 19. November 2019
- 2020: Kunsthalle Zürich, Gilbert & George. The great exhibition, 1971–2016, 22. Februar – 10. Mai 2020

## Auszeichnungen
- Turner Prize 1986